# Życie seksualne dzikich w północno-zachodniej Melanezji

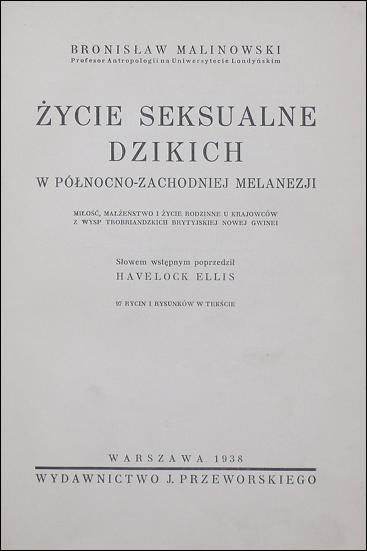
Okładka I wydania polskiego przekładu książki z 1938

Życie seksualne dzikich w północno-zachodniej Melanezji (ang. The Sexual Life of Savages in North-Western Melanesia) – monografia Bronisława Malinowskiego, opublikowana po raz pierwszy w 1929 roku. Była drugą z cyklu trzech książek poświęconych mieszkańcom Wysp Trobrianda (pozostałe dwie to Argonauci zachodniego Pacyfiku i Ogrody koralowe i ich magia). Książka od chwili wydania uważana jest za jedną z najważniejszych prac antropologicznych. W pracy tej Malinowski opisał szczegółowo obyczajowość Trobriandczyków, ich poglądy i zwyczaje.
Pierwsze wydanie ukazało się nakładem G. Routledge & Sons w 1929 roku. Malinowski dedykował książkę swojemu przyjacielowi Tadeuszowi Szymberskiemu. Dzieło poprzedził przedmową Havelock Ellis. Praca w tłumaczeniu Andrzeja Waligórskiego i Józefa Chałasińskiego została wydana w Polsce po raz pierwszy w 1938 roku.